# 愛的鼓勵
愛的鼓勵 是一種在台灣常見的鼓掌方式，節奏是兩個一拍加上兩個半拍接著一個一拍，然後四個半拍加一個半拍的休息，最後一個半拍加一個一拍。一般為了記得愛的鼓勵的鼓掌方式，教導愛的鼓勵時常會配上口訣；有些人在拍愛的鼓勵時，也會默念著口訣。其口訣為「一二、一二三、一二三四、一二」，或將最後兩個字改成「喉嘿」，即「一二、一二三、一二三四、喉嘿」。

## 使用
愛的鼓勵在台灣是除了一般的鼓掌之外，最常見的一種鼓掌方式，其中還延伸出了「愛的親親」、「愛的火花」、「愛的沖天炮」等鼓掌方式，多是在愛的鼓勵完結後再加上親親或火花等動作。

## 發展歷史
愛的鼓勵是由嚕啦啦這個中國青年反共救國團附屬團隊中傳出來的。而原創者則是已從國立臺北大學公共行政暨政策學系榮休的陳金貴教授。
愛的鼓勵鼓掌式的靈感是來自於知名美國電吉他樂團投機者樂團。投機者樂團在1963年發表的Let's go，開頭有著與愛的鼓勵一樣的拍手節奏；而投機者樂團在1963年翻唱的The Surfaris演奏曲Wipe Out，中段有與愛的鼓勵完全一樣的鼓節奏重複四次。此樂團的演奏曲是1960-1970年代全世界接受美式文化的青少年，辦舞會、熱門音樂演奏演唱會必備曲。在台灣，此樂團在駐台美軍俱樂部及大學校園流傳甚廣，Wipe Out還曾被黃俊雄拿去做電視布袋戲的配樂，更為一般台灣人耳熟能詳。

## 地區差異

### 香港
在香港，愛的鼓勵的用法和台灣不同，並不是用來鼓勵他人或自己的，而是在香港中學的陸運會和水運會上，啦啦隊常以這個拍子來打氣。但在台灣，愛的鼓勵則幾乎沒有人會將其用來做為運動球賽加油的用途。此外，這個拍子不僅用於鼓掌，也用於其他方面，如打鼓和吹哨子等。然而，絕大部份香港人也不知道這個拍子的名稱在台灣是叫做愛的鼓勵。

### 新加坡
在新加坡，愛的鼓勵也叫做「rainbow claps」或「11 claps」，新加坡人也不知道在台灣的中文名稱是愛的鼓勵。

### 日本
很意外地在日本，愛的鼓勵的節奏是被廣泛使用在暴走族當中的，有時用催油門的聲音來表現，有時用按喇叭的聲音來表現，有點宣示、挑釁的意味，用途與台灣完全不同，更遑論有鼓勵和加油的意思了。

## 歌曲文化
在LoveLive!中，μ's的Wonderful Rush和Aqours的「哪怕是望塵莫及的繁星（日语：届かない星だとしても）」曲子有出現愛的鼓勵的旋律。

## 註記
1. ↑  嚕啦啦進行曲Lu La La專題網路 的存檔，存档日期2006-04-15.
2. ↑  中國時報2010.10.25報導 的存檔，存档日期2010-10-29.
3. ↑  .   [2010-12-18]. （原始内容存档于2016-03-04）.
4. ↑  謝啟彬. . The News Lens 關鍵評論網. 2014-03-01  [2023-11-25]. （原始内容存档于2023-11-25） （中文（臺灣））.
5. ↑   (PDF).   [2015-08-16]. （原始内容存档 (PDF)于2015-09-24）.

## 外部連結
- 國立臺北大學 北大人物網 校訊人物：話題人物－招牌掌聲 愛的鼓勵出自他手 （页面存档备份，存于）
- THE VENTURES - Let's go (YouTube) （页面存档备份，存于）-在開頭就出現了「愛的鼓勵」完全相同的拍手節奏。
- The Ventures: Wipe Out (YouTube) （页面存档备份，存于）-在第 1:50 中間間奏時出現了重複四次與「愛的鼓勵」完全相同的鼓節奏。